# Gnaty-Soczewka
Gnaty-Soczewka – część wsi Usza Mała w Polsce, położona w województwie podlaskim, w powiecie wysokomazowieckim, w gminie Klukowo.
W latach 1975–1998 Gnaty-Soczewka administracyjnie należały do województwa łomżyńskiego.